# Madahalli, Nanjangud
Madahalli là một làng thuộc tehsil Nanjangud, huyện Mysore, bang Karnataka, Ấn Độ.